# Кюнер, Робер
Робер Кюнер (фр. Robert Kühner; 1903—1996) — французский миколог.

## Биография
Робер Кюнер родился 15 марта 1903 года в Париже. Учился в школе в Париже, с детства интересовался биологией, в особенности ботаникой и энтомологией. Во время Первой мировой войны Кюнер жил в Савойских Альпах, где собирал растения и грибы. Он создавал описания и красочные рисунки тех грибов, которые не мог определить. Робер учился в Парижском университете (Сорбонне), в 1931 году стал преподавать биологию в школе в Лилле. Через несколько месяцев он стал ассистентом Рене Мэра в Алжирском университете. В 1933 году Робер вернулся во Францию, работал ассистентом в Сорбонне. Кюнер стал членом Французского микологического общества. Он познакомился с известными микологами Жильбером, Эймом, Жоакимом, Мобланом, Маленсоном и Патуйяром.
В 1935 году Кюнер издал монографию рода Галерина. К этому времени он уже считался «одним из самых креативных учёных в современной микологии». В 1937 году была издана монография рода Мицена. С 1938 года Кюнер преподавал в Лионском университете. Лаборатория в Университете была устаревшая, на протяжении нескольких лет, до конца Второй мировой войны, Кюнер был единственным микологом, работавшим в Университете. Кюнер отправлялся собирать образцы грибов в окрестностях Лиона с Марселем Жоссераном (1900—1992). Затем он стал переписываться с Жюлем Фавром и Анри Романьези. Также Кюнер был знаком с известным генетиком Вандандри.
С 1948 по 1960 Кюнер каждое лето работал в Савойских Альпах. В это же время он и Романьези работали над рукописью Flore Analytique. В 1960-х годах ученики Кюнера стали работать с ним в Лионском университете.
В 1973 году Робер официально ушёл на пенсию, однако продолжал изучать микологию и издавать публикации в журналах. В 1980 году он издал работу Les Hymenomycetes agaricoides, содержавшую больше тысячи страниц. В ней он предложил новую систему классификации пластинчатых грибов.
Робер Кюнер был офицером Ордена Почётного легиона. Также он был почётным членом Британского микологического общества и Микологического общества Америки. Робер Кюнер скончался 27 февраля 1996 года в Лионе.

## Некоторые научные работы
- Kühner, R. (1926). Contribution à l’Étude des Hyménomycètes et spécialement des agaricacées. Botaniste 17 (Fascs 1-4): 224 pp., 37 figs, 3 tabs.
- Kühner, R. (1947). Quelques agarics rares, critiques, ou noveaux de la région de Besancon. Ann. Scient. Franche-Comté 2: 26-42.
- Kühner, R. (1947). Récherches morphologiques et caryologiques sur de mycélium de quelques Agaricales en culture pure. Bulletin Trimestriel de la Société Mycologique de France 62: 135-182, 11 figs.
- Kühner, R. (1953). René Maire (1878-1949). Bulletin Trimestriel de la Société Mycologique de France 49 (1): 7-49, 1 pl.
- Kühner, R.; Romagnesi, H. (1953). Flore Analytique des Champignons Superieurs
- Kühner, R.; Romagnesi, H. (1954—1977). Compléments à la ‘Flore Analytique’.
- Kühner, R. (1980). Les Hymenomycetes agaricoides. Bulletin Mensuel de la Societe Linneenne de Lyon 49: 1-1027.
- Kühner, R. (1985). Georges MALENÇON (1898-1984). Sa carrière; son oeuvre. Bulletin Trimestriel de la Société Mycologique de France 101 (2): 123-164.
- Kühner, R. (1989). Agaricales de la zone alpine. Genre Mycenella (J.E. Lange) Singer. Mycologia Helvetica 3 (3): 331-341.

## Роды и некоторые виды, названные в честь Р. Кюнера
- Kuehneromyces Singer & A.H.Sm., 1946
- Clitocybe kuehneri Lamoure, 1997
- Coprinus kuehneri Uljé & Bas, 1988 [syn.  Parasola kuehneri (Uljé & Bas) Redhead, Vilgalys & Hopple, 2001]
- Cortinarius kuehneri M.M.Moser, 1974
- Entoloma kuehnerianum Noordel., 1985
- Mycena kuehneriana A.H.Sm., 1947
- Mycenella kuehneri Romagn., 1941 [syn.  Xerula kuehneri (Romagn.) Bas & Boekhout, 1985]
- Omphalina kuehneri Lamoure, 1974
- Peniophora kuehneri Boidin & Lanq., 1974 [syn.  Duportella kuehneri (Boidin & Lanq.) Hjortstam, 1987]
- Skeletocutis kuehneri A.David, 1982